# Adriano Leite Ribeiro
Adriano (s polnim imenom Adriano Leite Ribeiro), brazilski nogometaš, * 17. februar 1982, Rio de Janeiro, Brazilija.